# Willamette Valley Firebirds
El Willamette Valley Firebirds fue un equipo de fútbol de los Estados Unidos que alguna vez jugó en la USL Premier Development League, la cuarta liga de fútbol en importancia en el país.

## Historia
Fue fundado en 1992 en la ciudad de Palo Alto, California con el nombre Palo Alto Firebirds, y cambiaron de nombre y de ciudad en varias ocasiones, las cuales fueron:
- 1992/94 - Palo Alto Firebirds
- 1994/95 - Silicon Valley Firebirds luego de mudarse a San José, California
- 1995/96 - Portland Firebirds al mudarse a Portland, Oregón
- 1996/2000 - Willamette Valley Firebirds al mudarse a Corvallis, Oregón

En su primera temporada lograron el título de la USISL, el único título importante del club, así como un título divisional esa temporada. Luego de eso clasificaron a la pos-temporada al año siguiente hasta que en 1996 decidieron no jugar en las siguientes dos temporadas por problemas administrativos.
En 1998 retornaron a la competición en la USL Premier Development League, logrando el título divisional y el tercer lugar a nivel nacional, pero el club desapareció al año siguiente al no clasificar a los playoffs y al apoyo que tenía el equipo importante del estado de Oregón el Portland Timbers de la MLS.

## Palmarés
- USISL: 1

1992
- USISL Pacific Division: 1

1992
- USL PDL Northwest Division: 1

1999

## Temporadas
| Año  | División | Liga                 | Temporada Regular    | Playoffs             | US Open Cup  |
| ---- | -------- | -------------------- | -------------------- | -------------------- | ------------ |
| 1992 | 3        | USISL                | 1º, Pacific          | Campeón              | No participó |
| 1993 | 3        | USISL                | 2º, Pacific          | Semifinal Divisional | No participó |
| 1994 | 3        | USISL                | 6º, Pacific          | No clasificó         | No participó |
| 1995 | 3        | USISL Pro League     | 4º, Northwest        | No clasificó         | No clasificó |
| 1996 | 4        | USISL Premier League | 5º, Western Northern | No clasificó         | No clasificó |
| 1997 | Inactivo | Inactivo             | Inactivo             | Inactivo             | Inactivo     |
| 1998 | Inactivo | Inactivo             | Inactivo             | Inactivo             | Inactivo     |
| 1999 | 4        | USL PDL              | 1º, Northwest        | 3º Lugar             | No clasificó |
| 2000 | 4        | USL PDL              | 6º, Northwest        | No clasificó         | No clasificó |

## Gerencia
- Propietario: ONYKEJO Enterprises
- Gerente General:  Tony Vandermeer
- Agente de Ventas/Eventos Especiales:  Jennifer Strandberg
- Gerente de Oficina:  Jeff Merten